# Jack Nicholson
Pour les articles homonymes, voir Nicholson.
Jack Nicholson (/d͡ʒæk ˈnɪkəlsən/), né le 22 avril 1937 à Neptune (New Jersey), est un acteur, réalisateur et scénariste américain. Considéré comme l’un des plus grands acteurs du XXe siècle, sa carrière s'étend de 1957 à 2010.
Il a joué un grand nombre de rôles principaux ou secondaires, principalement des personnages de rebelles contre la société voire de psychopathes dans de nombreux films cultes du cinéma américain et du cinéma européen. Nicholson est notamment connu pour ses performances dans La Dernière Corvée (1973), Chinatown (1974), Shining (1980), Batman (1989), Mars Attacks ! (1996), Pour le pire et pour le meilleur, Tout peut arriver (2003) ou encore Les Infiltrés (2006). Il a réalisé trois films, Vas-y, fonce (1971), En route vers le sud (1978) et The Two Jakes (1990). Son dernier film Comment savoir (2010) est un échec critique et commercial.
Nicholson est récipiendaire de deux Oscars du meilleur acteur pour Vol au-dessus d’un nid de coucou (1975) et Pour le pire et pour le meilleur (1997). Il également été récompensé de l'Oscar du meilleur acteur dans un second rôle pour Tendres Passions (1983). Ses 12 nominations aux Oscars font de lui l’acteur masculin le plus nommé de l’histoire de l’Académie. Trois BAFTA Film Awards, six Golden Globe Awards, un Grammy Award et le Prix d'interprétation masculine au Festival de Cannes viennent également honorer une carrière longue de cinq décennies. Il est également honoré par le Kennedy Center et a reçu l'AFI Life Achievement Award, prix pour l'ensemble de son œuvre, ainsi que le prix Golden Globe Cecil B. DeMille.
Depuis 2010, Jack Nicholson a décliné toutes les propositions de rôles qui lui ont été faites. Il n'a toutefois jamais annoncé officiellement sa retraite du cinéma.

## Biographie

### Enfance
John Joseph Nicholson naît le 22 avril 1937 à Neptune dans le New Jersey d'une showgirl, June Frances Nicholson dite June Nilson (1918-1963).
Six mois plus tôt, le 16 octobre 1936, June avait épousé à Elkton dans le Maryland, Donald Furcillo dit Donald Rose, un acteur d'origine italienne. Bien qu'il soit déjà marié, Furcillo offre de prendre soin de l'enfant mais la mère de June insiste pour en avoir la garde et permettre ainsi à sa fille de continuer sa carrière. Le petit Jack est ainsi élevé à Neptune par ses grands-parents, John J. Nicholson, un étalagiste dans un grand magasin à Asbury Park d'origine italienne, et Ethel May Rhoads, coiffeuse et esthéticienne d'origine anglaise, comme s'il était leur propre fils. C'est seulement en 1974 lors d'un entretien avec un journaliste de Time Magazine que Nicholson apprend qu'ils sont en fait ses grands-parents et que sa « sœur » était sa mère. À cette date June et Ethel sont mortes (respectivement en 1963 et en 1970), et c'est Lorraine, son autre « sœur » (en réalité sa tante), qui lui confirme les propos du journaliste.
Il a déclaré plus tard qu'il ne savait pas qui était son père, et que seules June et Ethel « savaient et [qu'] elles ne l'ont dit à personne ». Patrick McGilligan, auteur de Jack's Life, a affirmé quant à lui qu'Eddie King, le manager de June, pouvait être le père biologique. Aucun certificat de naissance n'a été retrouvé (juste une déclaration a posteriori faite lorsqu'il avait environ 17 ans indiquant Ethel en tant que mère) et Jack Nicholson a choisi de ne pas faire de test ADN.

### Débuts professionnels

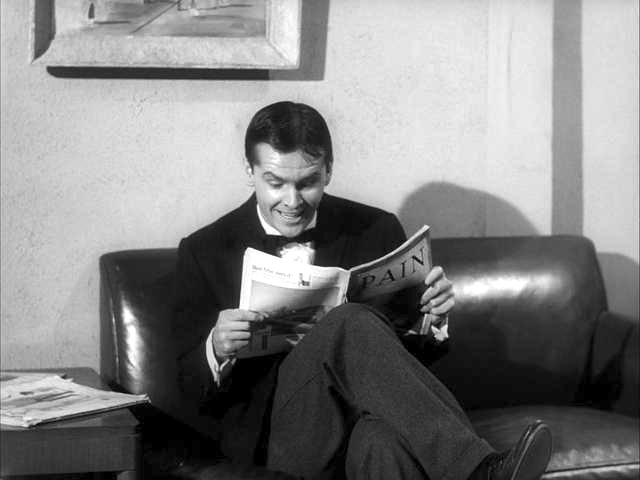
Jack Nicholson dans le rôle de Wilbur Force dans La Petite Boutique des horreurs (1960).

Après des études à la Manasquan High School (en) où il est élu « clown de la classe » en 1954, Nicholson, à 18 ans, s’achète une voiture et traverse seul les États-Unis pour Hollywood où il commence sa carrière, d'abord comme garçon de course pour la Metro-Goldwyn-Mayer, puis comme acteur de second rôle, scénariste et producteur, travaillant entre autres pour et avec Roger Corman. Cette collaboration inclut sa première apparition dans The Cry Baby Killer (1958), où il joue un délinquant juvénile qui panique après avoir tué deux autres adolescents, La Petite Boutique des horreurs (1960), dans lequel il joue un petit rôle en tant que patient masochiste d'un dentiste, Le Corbeau et L'Halluciné (1963), dont il partage l'affiche avec Sandra Knight (en), qu'il a épousé le 17 juin 1962 avec Harry Dean Stanton comme témoin (le couple a divorcé le 8 août 1968).
Lorsqu'il arrive pour la première fois à Hollywood, Nicholson est engagé par les studios Hanna-Barbera. Remarquant son talent d'artiste, ils offrent à Nicholson un poste d'animateur qu'il décline.
Alors que sa carrière d'acteur semble marquer le pas, Nicholson se résigne à passer derrière la caméra et se met à écrire des scénarios. Naissent ainsi Thunder Island (en) de Jack Leewood (en) (1963), Flight to Fury (1964) et L'Ouragan de la vengeance (1965) de Monte Hellman. Ami de Bert Schneider et de Bob Rafelson, ce dernier lui demande d'écrire son premier film, Head, un film sur le groupe Les Monkees (1968). Ce sera la première de leurs collaborations, Nicholson jouant par la suite dans cinq des films de Rafelson. Nicholson passe des mois au contact du groupe dont les membres l'apprécient beaucoup. Il se rend sur le plateau de la série télévisée, les rencontre à leurs domiciles afin de s'inspirer de leur univers, toute l'équipe du film étant d'accord pour qu'il ne soit pas qu'une version longue de la série.
Même si les films qu'il écrit n'ont pas vraiment de succès, ce travail de scénariste permet à Nicholson de subsister. Il fait aussi une apparition dans deux épisodes de la sitcom The Andy Griffith Show, dans le rôle de Marvin Jenkins, en 1966 et 1967.

### La route vers la célébrité

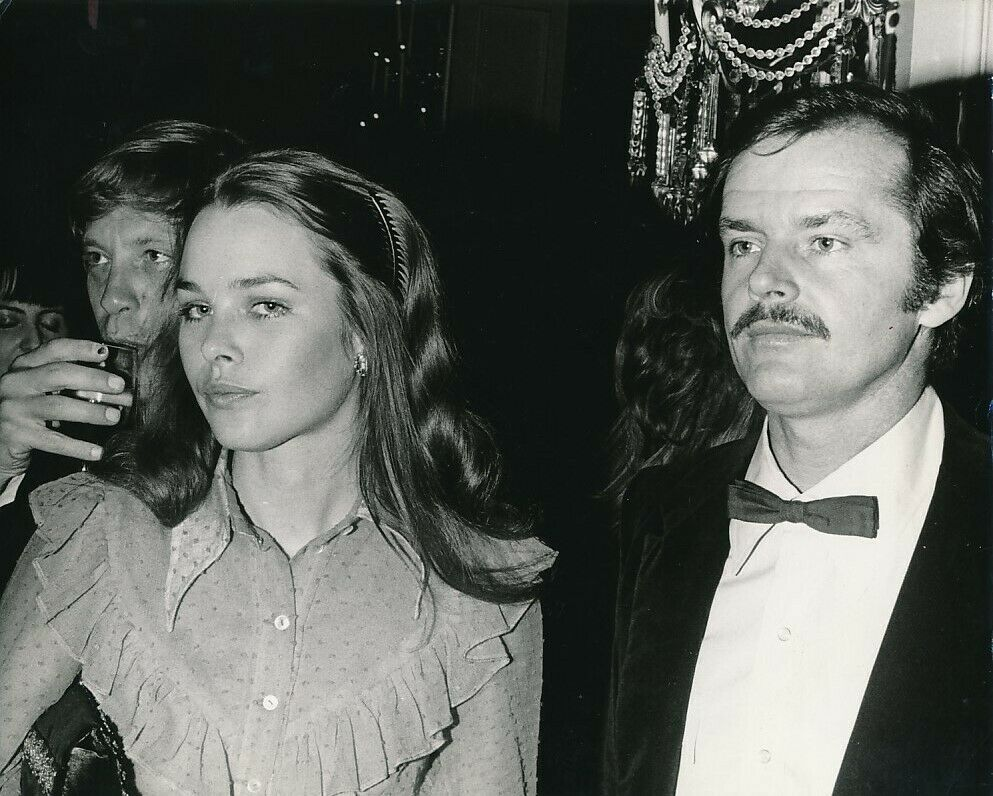
Michelle Phillips et Jack Nicholson lors des Golden Globes 1971.

En 1967, il écrit le scénario de The Trip, film psychédélique réalisé par Roger Corman et interprété par Peter Fonda et Dennis Hopper, qui remporte un grand succès en raison de son adéquation avec le mouvement hippie alors à son apogée. Fonda et Hopper lui permettent deux ans plus tard de reprendre sa carrière d'acteur en lui offrant le rôle de George Hanson, un avocat alcoolique, dans le film culte Easy Rider (1969), qui lui vaut sa première nomination aux Oscars.
Une nomination comme meilleur acteur suit l'année suivante pour son rôle dans Cinq Pièces faciles (1970), nouvelle collaboration entre Nicholson et le réalisateur Bob Rafelson. Dans ce film, Nicholson incarne un pianiste de concert en rupture de ban avec sa famille. Cette même année, il apparaît dans Melinda de Vincente Minnelli, dans le rôle du demi-frère de Daisy Gamble (Barbra Streisand). Il retrouve Rafelson en 1972 pour le film The King of Marvin Gardens, mais l'œuvre a peu d'impact.
En 1972, il se voit proposer le rôle culte de Michael Corleone dans Le Parrain de Francis Ford Coppola mais refuse : bien que pressentant le succès du film, il pensait que les personnages italiens devaient être joués par des acteurs italiens.
En 1973, il incarne Billy « Badass » Buddusky, un soldat fort en gueule, dans la comédie dramatique La Dernière Corvée de Hal Ashby. Le film lui vaut d'être nommé aux Oscars comme meilleur acteur et aussi de remporter le prix d'interprétation masculine au Festival de Cannes 1973.

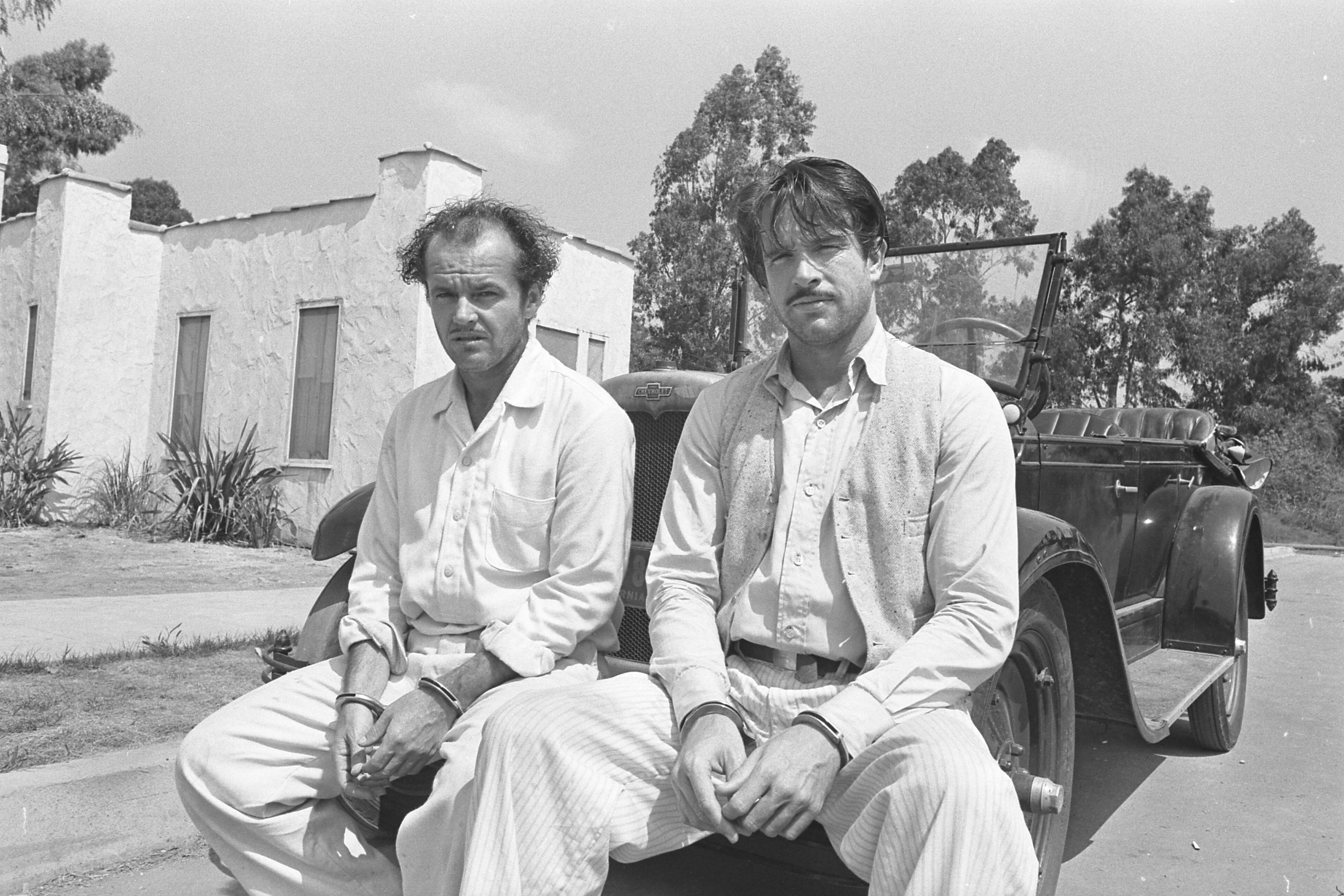
Jack Nicholson et Warren Beatty en 1974 sur le tournage de La Bonne Fortune (1975).

Après La Dernière Corvée, les rôles se multiplient pour Nicholson. L'acteur apparaît dans Tommy, adaptation par Ken Russell de l'opéra-rock du groupe The Who.
Au cours de cette période, il tient également le rôle principal dans trois œuvres majeures : Chinatown de Roman Polanski et Vol au-dessus d'un nid de coucou de Miloš Forman. Le premier est un pastiche de film noir dans lequel l'acteur incarne un détective privé hâbleur enquêtant sur une affaire des plus complexes. Le second est l'adaptation d'un roman de Ken Kesey se déroulant dans un asile psychiatrique. Il y interprète un délinquant entrant en conflit avec une infirmière-chef, incarnée par Louise Fletcher.
Dans le polar poétique Profession : reporter de Michelangelo Antonioni, il joue un journaliste qui prend l'identité d'un homme mort. Le film est tourné en Afrique puis en Europe. « Magnifiquement dirigé par Antonioni, l’acteur en fait peu, tenu à distance de ses tendances au cabotinage. Parmi les grands films de la filmo Nicholson, on tient ici le chef-d’œuvre absolu. » Ces films, aujourd'hui considérés comme des classiques, achèvent d'établir la réputation de Nicholson.

### Une icône américaine
Non récompensé pour son rôle de détective dans Chinatown (film dont il réalisera lui-même une suite quelques années plus tard), Jack Nicholson remporte son premier Oscar du meilleur acteur grâce à son interprétation dans Vol au-dessus d'un nid de coucou. Le film reçoit également les quatre autres récompenses principales de la cérémonie à savoir meilleur film, meilleur réalisateur, meilleure actrice et meilleure adaptation.

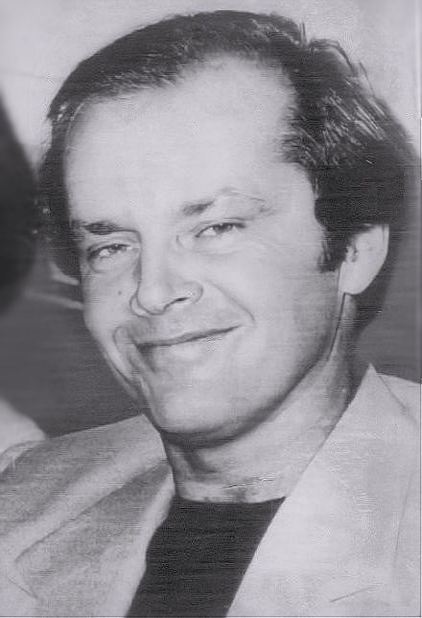
Jack Nicholson en 1976.

Par la suite, Jack Nicholson tient un rôle secondaire dans Le Dernier Nabab d'Elia Kazan dans lequel il partage la vedette avec Robert De Niro, Tony Curtis, Robert Mitchum et Jeanne Moreau. L'acteur donne aussi la réplique à Marlon Brando dans Missouri Breaks, un western réalisé par Arthur Penn et qui est plutôt mal reçu. Il signe également une deuxième réalisation, En route vers le sud, un autre western, mais humoristique cette fois-ci. Outre d'en assurer la mise-en-scène, il y incarne un hors-la-loi contraint de se marier.
Puis, aux côtés de Shelley Duvall, il tient le rôle principal, celui de l'écrivain Jack Torrance, dans le film d'horreur fantastique Shining, adaptation par Stanley Kubrick du roman de Stephen King. Comme souvent avec Stanley Kubrick, le tournage est assez éprouvant. Bien que Jack Nicholson ne reçoive aucune nomination aux Oscars pour ce film (Shining est ignoré par l'académie et même nommé à la première cérémonie des Razzie Awards), son interprétation est considérée comme l'une des plus marquantes de sa carrière. Kubrick dira de lui : « Nicholson est sans doute le plus grand comédien d'Hollywood aujourd’hui, l’égal des plus grands acteurs de composition du passé, comme Spencer Tracy et James Cagney. »
Il reçoit en revanche l'Oscar du meilleur acteur dans un second rôle pour son interprétation de Garrett Breedlove, un astronaute à la retraite, dans Tendres Passions (1983), premier film de James L. Brooks, réalisateur venu de la télévision.
Jack Nicholson est prolifique durant les années 1980. Aux côtés de Jessica Lange, il joue le rôle principal d’une nouvelle adaptation de Le facteur sonne toujours deux fois que réalise Bob Rafelson sur un scénario de David Mamet. Il tient un rôle secondaire, celui du dramaturge Eugene O'Neill, dans l’ambitieuse fresque historique Reds de Warren Beatty. Il incarne aussi un garde frontalier dans le drame social Police frontière de Tony Richardson (1982), un truand pas très futé dans L'Honneur des Prizzi, avant-dernier film de John Huston (1985), un journaliste cavaleur dans La Brûlure de Mike Nichols (1986), le diable dans Les Sorcières d'Eastwick de George Miller (1987) et un vagabond dans Ironweed, la Force d'un destin d'Héctor Babenco la même année. Ces rôles lui rapportent trois nominations aux Oscars (Reds, L'Honneur des Prizzi et Ironweed, la Force d'un destin).
En 1989, Batman de Tim Burton, où Jack Nicholson tient le rôle du Joker, est un succès commercial international. Grâce à une participation aux recettes, Batman rapporte à l'acteur environ 60 millions de dollars. L'acteur est pressenti pour reprendre le rôle en 1999 dans le cinquième film de la franchise, Batman Triumphant, mais Warner Bros. Pictures annulera le projet.

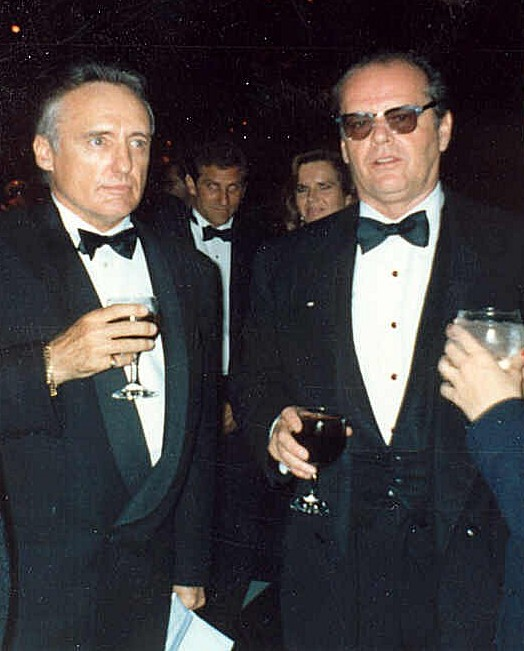
Dennis Hopper et Jack Nicholson lors des Oscars 1990.

Au début des années 1990, Nicholson présente The Two Jakes, une suite à Chinatown dans laquelle il reprend son personnage de détective privé et dont il signe également la mise-en-scène. La gestation du film est laborieuse et, à sa sortie, l'œuvre ne suscite qu'une réaction mitigée.
Nicholson est une fois de plus nommé aux Oscars pour son rôle du colonel Nathan R. Jessep dans Des hommes d'honneur (1992), un film sur un crime dans une unité de la Marine américaine. Réalisé par Rob Reiner et adaptant une pièce de théâtre d'Aaron Sorkin, qui deviendra par la suite le concepteur de la télé-série The West wing, Des hommes d'honneur contient une scène particulièrement célèbre pendant laquelle Nicholson et sa co-vedette Tom Cruise s'affrontent au cours d'un procès.
En 1998, Nicholson reçoit un troisième Oscar du meilleur acteur pour son rôle de Melvin Udall, un auteur névrosé souffrant de trouble obsessionnel compulsif, dans Pour le pire et pour le meilleur, une comédie sentimentale à nouveau signée par James L. Brooks.
Parmi les autres œuvres auxquelles Nicholson participe au cours de cette décennie, on peut noter la comédie satirique Mars Attacks!, film dans lequel il tient deux rôles et qui lui permet de renouer avec Tim Burton. Il incarne également le personnage principal du film The Pledge, le troisième long-métrage signé Sean Penn.
Toutes les prestations de Nicholson n'ont cependant pas été aussi bien reçues. Il a ainsi été nommé aux Razzie Awards du pire acteur pour Man Trouble et Hoffa en 1992.

### Retrait progressif

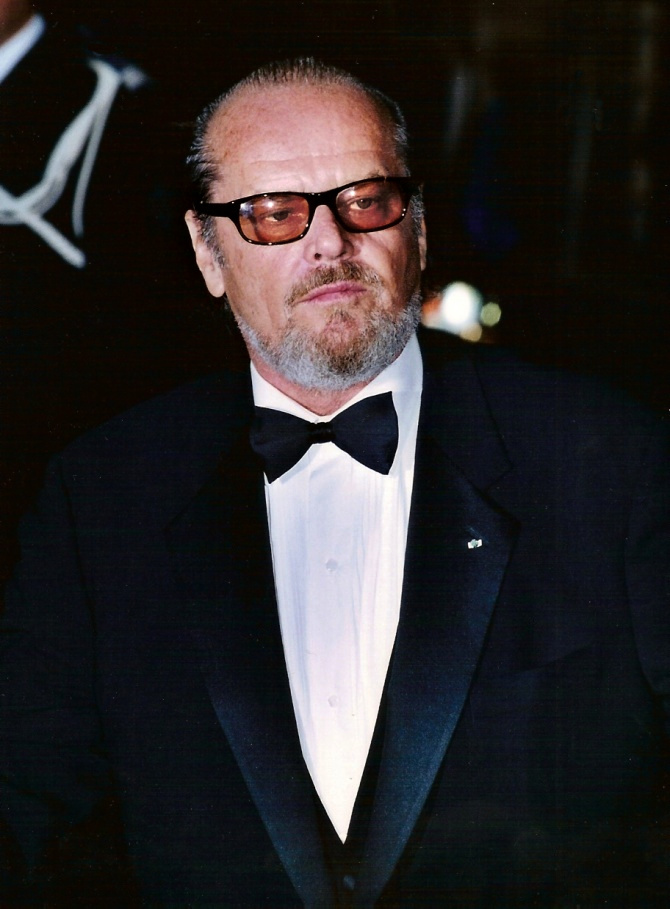
Nicholson en 2002 lors de l'avant-première du film Monsieur Schmidt.

Dans Monsieur Schmidt (2002), Nicholson interprète un actuaire d'Omaha (Nebraska) qui s'interroge sur sa vie et sur la mort de sa femme. Son calme et son jeu tout en finesse, qui contrastent avec nombre de ses rôles précédents, lui valent une nouvelle nomination à l'Oscar du meilleur acteur. Dans la comédie potache Self Control (2003), il joue un thérapeute agressif désigné pour aider le pacifiste convaincu Adam Sandler. La même année, dans Tout peut arriver (Something's Gotta Give), il joue le rôle d'un playboy qui tombe amoureux de la mère de sa petite amie, toutes deux respectivement incarnées par Diane Keaton et Amanda Peet.
En 2006, Nicholson renoue avec les rôles sombres dans le drame policier Les Infiltrés (The Departed), unique collaboration entre Nicholson et Martin Scorsese. Le film est un remake de Infernal Affairs (2002) de Andrew Lau et Nicholson y tient le rôle de Frank Costello, un parrain sadique de la mafia irlandaise de Boston aux côtés de Matt Damon et Leonardo DiCaprio.
Il retrouve ensuite Rob Reiner pour la comédie dramatique Sans plus attendre (The Bucket List) qui lui permet de former un duo avec Morgan Freeman. En 2010, il fait partie de la distribution de la comédie Comment savoir (How Do You Know) de James L. Brooks aux côtés d'Owen Wilson, de Paul Rudd et de Reese Witherspoon. Il s'agit de sa dernière apparition à l'écran.

### Retraite
Jack Nicholson refuse plusieurs rôles. En 2013, Tom Cruise a beaucoup insisté pour qu'il joue dans un film nommé El Presidente, en menaçant même d'abandonner sa propre participation si Nicholson refusait. Ce dernier a seulement accepté de lire le scénario du projet, qui est finalement tombé à l'eau.
Il décline aussi les rôles qui lui sont proposés pour les films 42 (2013) et Le Juge (2014).
En 2017, une rumeur le donne titulaire du rôle principal d'un futur remake américain du film allemand Toni Erdmann, rumeur démentie par son agent.

### Vie privée
Jack Nicholson a eu six enfants de cinq femmes différentes :
- Jennifer (née en 1963), avec l'actrice Sandra Knight (en) avec laquelle il a été marié du 17 juin 1962 au 8 août 1968 ;
- Caleb James (né en 1970), avec l'actrice Susan Anspach, sa partenaire sur Cinq Pièces faciles ;
- Honey (née en 1981), avec l'actrice Winnie Hollman ;
- Lorraine (née en 1990) et Raymond (né en 1992), avec l'actrice Rebecca Broussard (en) ;
- Tessa (née en 1995), avec l'actrice Jennine Marie Gourin.

## Filmographie

### Cinéma

#### En tant qu'acteur
- 1958 : The Cry Baby Killer de Jus Addiss : Jimmy Wallace
- 1960 : The Wild Ride de Harvey Berman : Johnny Varron
- 1960 : Les Jeunes Amants (Too Soon to Love) de Richard Rush : Buddy
- 1960 : La Petite Boutique des horreurs (The Little Shop of Horrors) de Roger Corman : Wilbur Force
- 1960 : Blue Jeans 1920 (Studs Lonigan) d'Irving Lerner : Weary Reilly
- 1962 : The Broken Land de John A. Bushelman : Will Brocious
- 1963 : Le Corbeau (The Raven) de Roger Corman : Rexford Bedlo
- 1963 : L'Halluciné (The Terror) de Roger Corman : lieutenant André Duvalier - également coréalisateur
- 1964 : Ensign Pulver de Joshua Logan : Dolan
- 1964 : Flight to Fury de Monte Hellman : Jay Whickham
- 1964 : Back Door to Hell de Monte Hellman : Burnett
- 1965 : L'Ouragan de la vengeance (Ride in the Whirlwind) de Monte Hellman : Wes
- 1967 : La Mort tragique de Leland Drum (The Shooting) de Monte Hellman : Billy Spear
- 1967 : L'Affaire Al Capone (The St. Valentine's Day Massacre) de Roger Corman : Gino (non crédité)
- 1967 : Le Retour des anges de l'enfer (Hells Angels on Wheels) de Richard Rush : le poète
- 1968 : Un monde psychédélique (Psych-Out) de Richard Rush : Stoney
- 1969 : Easy Rider de Dennis Hopper : George Hanson

- 1970 : Les Motos de la violence (The Rebel Rousers) de Martin B. Cohen : Bunny
- 1970 : Melinda (On a Clear Day You Can See Forever) de Vincente Minnelli : Tad Pringle
- 1970 : Cinq Pièces faciles (Five Easy Pieces) de Bob Rafelson : Robert Eroica Dupea
- 1971 : Ce plaisir qu'on dit charnel (Carnal Knowledge) de Mike Nichols : Jonathan
- 1971 : Un coin tranquille (A Safe Place) d'Henry Jaglom : Mitch
- 1972 : The King of Marvin Gardens de Bob Rafelson : David Staebler
- 1973 : La Dernière Corvée (The Last Detail) de Hal Ashby : QM1 Billy « Badass » Buddusky
- 1974 : Chinatown de Roman Polanski : Jack Gittes
- 1975 : Profession : reporter (Professione: Reporter) de Michelangelo Antonioni : David Locke
- 1975 : Tommy de Ken Russell : A. Quackson
- 1975 : La Bonne Fortune (The Fortune) de Mike Nichols : Oscar
- 1975 : Vol au-dessus d'un nid de coucou (One Flew Over the Cuckoo's Nest) de Miloš Forman : Randle Patrick McMurphy
- 1976 : Missouri Breaks (The Missouri Breaks), d'Arthur Penn : Tom Logan
- 1976 : Le Dernier Nabab (The Last Tycoon) d'Elia Kazan : Brimmer
- 1978 : En route vers le sud (Goin' South) : Henry Lloyd Moon - également réalisateur

- 1980 : Shining de Stanley Kubrick : Jack Torrance
- 1981 : Le facteur sonne toujours deux fois (The Postman Always Rings Twice) de Bob Rafelson : Frank Chambers
- 1981 : Reds de Warren Beatty : Eugene O'Neill
- 1982 : Police frontière (The Border) de Tony Richardson : Charlie Smith
- 1983 : Tendres Passions (Terms of Endearment) de James L. Brooks : Garrett Breedlove
- 1985 : L'Honneur des Prizzi (Prizzi's Honor) de John Huston : Charley Partanna
- 1986 : Elephant's Child de Mark Sottnick : le narrateur
- 1986 : La Brûlure (Heartburn) de Mike Nichols : Mark Forman
- 1987 : Les Sorcières d'Eastwick (The Witches of Eastwick) de George Miller : Daryl Van Horne
- 1987 : Broadcast News de James L. Brooks : Bill Rorich
- 1987 : Ironweed, la Force d'un destin (Ironweed) d'Héctor Babenco : Francis Phelan
- 1989 : Batman de Tim Burton : Jack Napier / Le Joker

- 1990 : The Two Jakes (The Two Jakes) : Jake Gittes - également réalisateur
- 1992 : Man Trouble de Bob Rafelson : Eugene Earl Axline alias Harry Bliss
- 1992 : Des hommes d'honneur (A Few Good Men) de Rob Reiner : Nathan R. Jessep
- 1992 : Hoffa de Danny DeVito : Jimmy Hoffa
- 1994 : Wolf de Mike Nichols : Will Randall
- 1995 : Crossing Guard (The Crossing Guard) de Sean Penn : Freddy Gale
- 1996 : Blood and Wine de Bob Rafelson : Alex
- 1996 : Étoile du soir (The Evening Star) de Robert Harling (en) : Garrett Breedlove
- 1996 : Mars Attacks! de Tim Burton : James Dale / Art Land
- 1997 : Pour le pire et pour le meilleur (As Good as It Gets) de James L. Brooks : Melvin Udall

- 2001 : The Pledge de Sean Penn : Jerry Black
- 2002 : Monsieur Schmidt (About Schmidt) d'Alexander Payne : Warren R. Schmidt
- 2003 : Self Control (Anger Management) de Peter Segal : le docteur Buddy Rydell
- 2003 : Tout peut arriver (Something's Gotta Give) de Nancy Meyers : Harry Sanborn
- 2006 : Les Infiltrés (The Departed) de Martin Scorsese : Frank Costello
- 2007 : Sans plus attendre (The Bucket List) de Rob Reiner : Edward Cole

- 2010 : Comment savoir (How Do You Know) de James L. Brooks : Charles

#### En tant que scénariste
- 1963 : Thunder Island de Jack Leewood
- 1964 : Flight to Fury de Monte Hellman
- 1965 : L'Ouragan de la vengeance de Monte Hellman
- 1967 : The Trip de Roger Corman
- 1968 : Head de Bob Rafelson
- 1971 : Vas-y, fonce (Drive, He Said) - également réalisateur

#### En tant que réalisateur
- 1963 : L'Halluciné (The Terror), coréalisé avec Roger Corman (non crédité)
- 1971 : Vas-y, fonce (Drive, He Said)
- 1978 : En route vers le sud
- 1990 : The Two Jakes

### Télévision
- 1960 : Bonne chance M. Lucky (Mr. Lucky), épisode Operation Fortuna : Martin
- 1960 : The Barbara Stanwyck Show (en), épisode The Mink Coat : Bud
- 1961 : Tales of Wells Fargo, épisode That Washburn Girl : Tom Washburn
- 1961 : Remous (Sea Hunt) épisode Round Up : John Stark
- 1961 : Bronco, épisode The Equalizer : Bob Doolin
- 1962 : Little Amy de Sidney Lanfield : Jefferson City Coach
- 1962 : Intrigues à Hawaï, épisode Total Eclipse : Tony Morgan
- 1966 : Le Jeune Docteur Kildare (Dr. Kildare) : Jaime Angel (4 épisodes)

## Distinctions

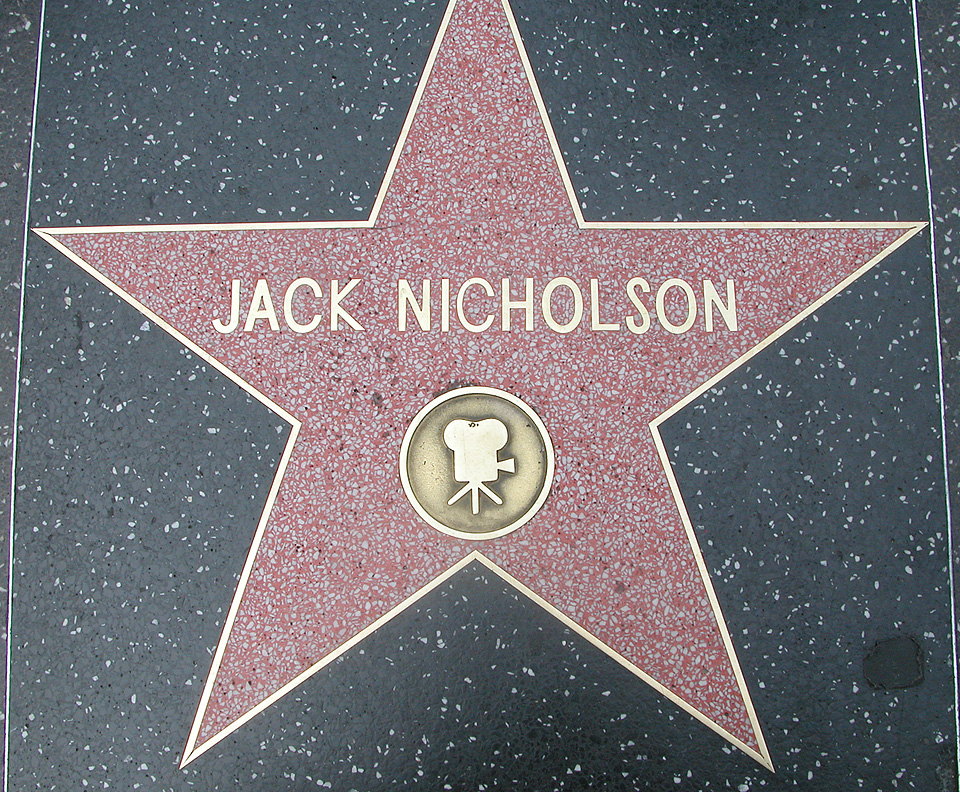
L'étoile de Nicholson sur le Hollywood Walk of Fame de Hollywood Boulevard.

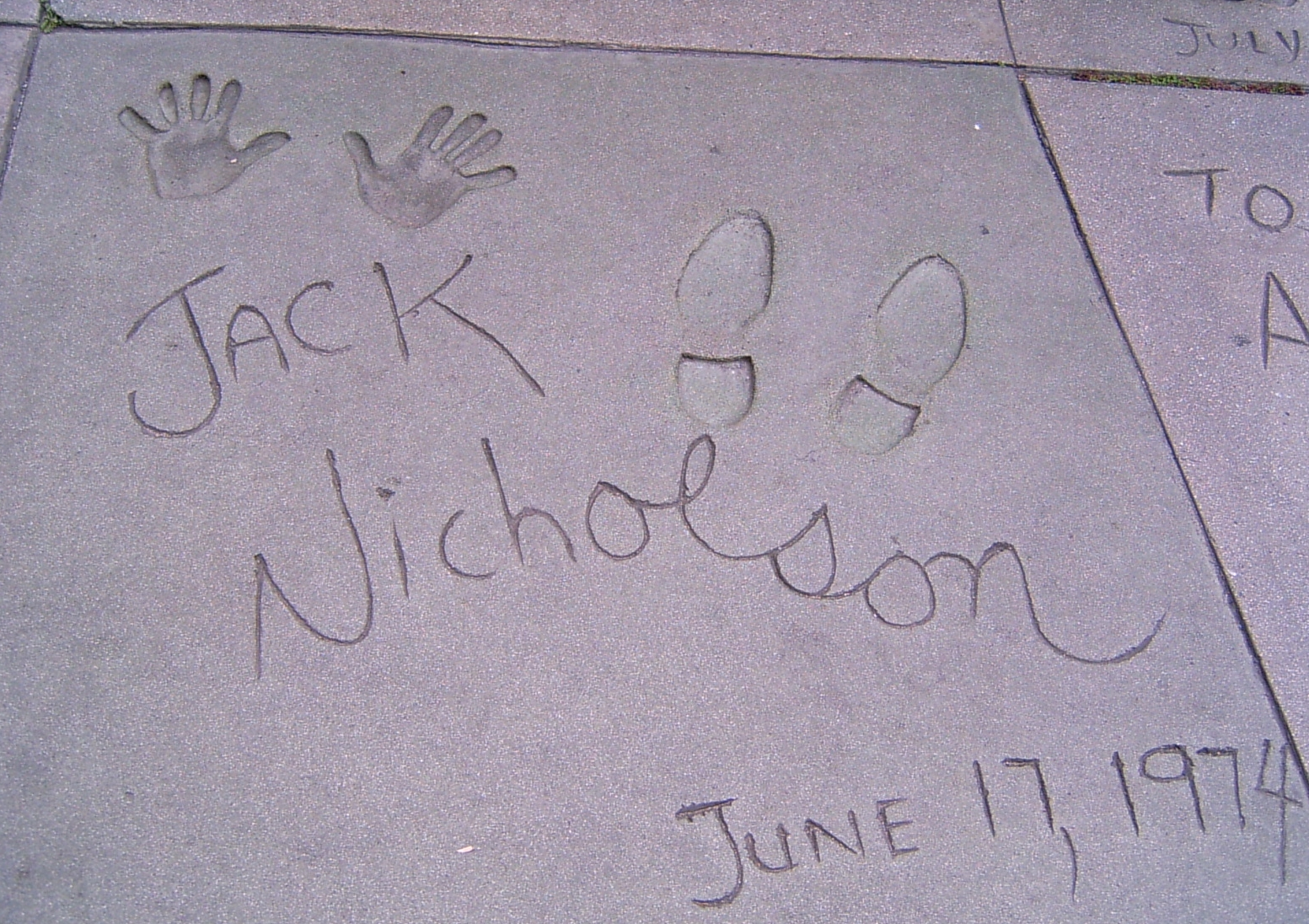
Empreintes de Jack Nicholson au Grauman's Chinese Theatre d'Hollywood.

Cette section récapitule les principales récompenses et nominations obtenues par Jack Nicholson. Pour une liste plus complète, consulter IMDb.

### Récompenses
- Festival de Cannes 1974 : Prix d'interprétation masculine pour La Dernière Corvée

- BAFTA 1975 : Meilleur acteur pour La Dernière Corvée et Chinatown
- Golden Globes 1975 : Meilleur acteur dans un film dramatique pour Chinatown

- Golden Globes 1976 : Meilleur acteur dans un film dramatique pour Vol au-dessus d'un nid de coucou
- Oscars 1976 : Meilleur acteur pour Vol au-dessus d'un nid de coucou

- BAFTA 1977 : Meilleur acteur pour Vol au-dessus d'un nid de coucou

- BAFTA 1983 : Meilleur acteur dans un second rôle pour Reds

- Golden Globes 1984 : Meilleur acteur dans un second rôle pour Tendres Passions
- Oscars 1984 : Meilleur acteur dans un second rôle pour Tendres Passions

- Golden Globes 1986 : Meilleur acteur dans un film musical ou une comédie pour L'Honneur des Prizzi

- Saturn Awards 1988 : Meilleur acteur pour Les Sorcières d'Eastwick

- American Film Institute Life Achievement Awards 1994 : prix pour l'ensemble de sa carrière

- Satellite Awards 1997 : Meilleur acteur dans une comédie pour Mars Attacks!

- Golden Globes 1998 : Meilleur acteur dans un film musical ou une comédie pour Pour le pire et pour le meilleur
- Oscars 1998 : Meilleur acteur pour Pour le pire et pour le meilleur
- Screen Actors Guild Awards 1998 : Meilleur acteur pour Pour le pire et pour le meilleur

- Golden Globes 1999 : Cecil B. DeMille Award pour sa contribution exceptionnelle dans le domaine du spectacle

- Golden Globes 2003 : Meilleur acteur dans un film dramatique pour Monsieur Schmidt

### Nominations
- BAFTA 1970 : Meilleur acteur dans un second rôle pour Easy Rider
- Golden Globes 1970 : Meilleur acteur dans un second rôle pour Easy Rider
- Oscars 1970 : Meilleur acteur dans un second rôle pour Easy Rider

- Golden Globes 1971 : Meilleur acteur dans un film dramatique pour Cinq pièces faciles
- Oscars 1971 : Meilleur acteur pour Cinq pièces faciles

- Golden Globes 1972 : Meilleur acteur dans un film dramatique pour Ce plaisir qu'on dit charnel

- Golden Globes 1974 : Meilleur acteur dans un film dramatique pour La Dernière Corvée
- Oscars 1974 : Meilleur acteur pour La Dernière Corvée

- Oscars 1975 : Meilleur acteur pour Chinatown

- Golden Globes 1982 : Meilleur acteur dans un second rôle pour Reds
- Oscars 1982 : Meilleur acteur dans un second rôle pour Reds

- Oscars 1986 : Meilleur acteur pour L'Honneur des Prizzi

- Golden Globes 1988 : Meilleur acteur dans un film dramatique pour Ironweed, la Force d'un destin
- Oscars 1988 : Meilleur acteur pour Ironweed, la Force d'un destin

- BAFTA 1990 : Meilleur acteur dans un second rôle pour Batman
- Golden Globes 1990 : Meilleur acteur dans un film musical ou une comédie pour Batman

- Golden Globes 1993 :
  - Meilleur acteur dans un film dramatique pour Hoffa
  - Meilleur acteur dans un second rôle pour Des hommes d'honneur
- Oscars 1993 : Meilleur acteur dans un second rôle pour Des hommes d'honneur

- BAFTA 2003 : Meilleur acteur pour Monsieur Schmidt
- Oscars 2003 : Meilleur acteur pour Monsieur Schmidt

- Golden Globes 2004 : Meilleur acteur dans un film musical ou une comédie pour Tout peut arriver

- BAFTA 2007 : Meilleur acteur dans un second rôle pour Les Infiltrés
- Golden Globes 2007 : Meilleur acteur dans un second rôle pour Les Infiltrés

## Voix francophones
En France, Jack Nicholson a été doublé à 27 reprises par Jean-Pierre Moulin de 1973 et le film La Dernière Corvée jusqu'au film Comment savoir sorti en 2010. Il a également été doublé à trois reprises par Michel Roux dans Easy Rider, Cinq pièces faciles et La Bonne Fortune et par Michel Paulin dans La Mort tragique de Leland Drum, Chinatown et Profession : reporter. Dans The Two Jakes, la suite de Chinatown, Michel Paulin est remplacé par Serge Sauvion.
À titre exceptionnel, Jack Nicholson a été doublé par Philippe Ogouz dans Le Corbeau, Bernard Murat dans Le Retour des Anges de l'enfer, Georges Poujouly dans Un monde psychédélique, Philippe Mareuil dans Melinda, Bernard Tiphaine dans Ce plaisir qu'on dit charnel, Jean-Louis Trintignant dans Shining, Claude Giraud dans Reds, Patrick Floersheim dans La Brûlure, Gérard Rinaldi dans Man Trouble et par Patrick Messe dans Mars Attacks!. Patrick Béthune le double dans le doublage de 2005 du film L'Halluciné sorti en 1963.
Au Québec, Jack Nicholson fut doublé par Vincent Davy puis par Guy Nadon.
- Versions françaises :
  - Jean-Pierre Moulin dans Vol au-dessus d'un nid de coucou, Les Sorcières d'Eastwick, Batman, Des hommes d'honneur, Les Infiltrés, etc.

- Versions québécoises (la liste indique les titres québécois) :
  - Guy Nadon dans Des hommes d'honneur, Monsieur Schmidt, Méchant Malade, Quelque chose d'inattendu, Agents troubles, etc.
  - Vincent Davy (*1940 - 2021) dans Les Sorcières d'Eastwick, Batman, Loup, Mars attaque!, La Promesse